# Amt für die Feststellung und Abwicklung individueller Ansprüche
Das Amt zur Feststellung und Abwicklung individueller Ansprüche (PMO) ist eine Dienststelle der Europäischen Kommission und einer Generaldirektion gleichgestellt. Leiter der Dienststelle ist Christian Levasseur. Das Amt ist in Brüssel angesiedelt.